# Грязнов, Викентий Григорьевич
Викентий Григорьевич Грязнов (1928—1973) — бортмеханик самолёта «Ту-104», Герой Советского Союза (1973).

## Биография
Викентий Грязнов родился 13 августа 1928 года в Ленинграде. В августе 1941 года он был эвакуирован в Костромскую область. Окончил семь классов школы, затем ремесленное училище в Иваново. В 1945 году Грязнов вернулся в Ленинград. В 1945—1946 годах он работал помощником мастера на ткацкой фабрике. В августе 1946 года Грязнов был призван на службу в Советскую Армию. В 1947 году он окончил Вольскую военную авиационную школу механиков, в 1958 году — экстерном Пермское военное авиационно-техническое училище. Служил авиамехаником, авиатехником, авиатехником звена и отряда в военно-воздушных силах Черноморского флота. В июле 1960 года в звании капитана Грязнов был уволен в запас. С 1960 года работал авиационным техником эксплуатационно-ремонтных мастерских Ленинградского объединённого авиационного отряда. В 1962 году Грязнов окончил Школу высшей лётной подготовки в Ульяновске. С 1962 года занимал должность бортмеханика самолёта «Ту-104» 205-го авиационного отряда Ленинградского объединённого авиационного отряда. Совершал пассажирские рейсы по территории СССР и зарубежных стран.

## Подвиг
23 апреля 1973 года экипаж самолёта в составе командира корабля В. М. Янченко, второго пилота В. М. Кривулина, штурмана Н. Ф. Широкова и бортмеханика В. Г. Грязнова совершал плановый рейс по маршруту Ленинград-Москва. На борту находился 51 пассажир. Через 20 минут после взлёта в кабине экипажа загорелась лампочка экстренного вызова от бортпроводниц. Выйдя из кабины, Грязнов столкнулся с мужчиной, который передал ему конверт с посланием экипажу. Террорист выдвинул требование направить самолёт в Стокгольм. В случае невыполнения этого требования он обещал взорвать самолёт. Помимо этого, террорист потребовал пустить его в кабину экипажа, чтобы лично контролировать действия пилотов. Взрывное устройство приводилось в действие при разжатии пальцев террориста, поэтому справиться с террористом собственными силами экипажу не представлялось возможным. Янченко принял решение возвращаться в аэродром «Пулково». Грязнов вёл переговоры с террористом, постепенно оттесняя его от пассажирского салона. На высоте 150 метров при посадке самолёта террорист привёл взрывное устройство в действие. В результате взрыва бортмеханик и террорист погибли, была вырвана передняя дверь вместе с частью фюзеляжа, но жизнь пассажиров самолёта и других членов экипажа была спасена. Похоронен в Ленинграде на Кладбище памяти жертв 9-го января.
Указом Президиума Верховного Совета СССР от 6 июня 1973 года за «мужество и самоотверженность, проявленные при исполнении служебных обязанностей» Викентий Григорьевич Грязнов посмертно удостоен высокого звания Героя Советского Союза. Также был награждён орденом Ленина и рядом медалей. 
Именем героя назван сквер в Авиагородке в Санкт-Петербурге. 9 августа 2019 года в сквере открыт бюст Грязнова.